# SN 2001fo
SN 2001fo – supernowa odkryta 9 października 2001 roku w galaktyce A043741-0129. W momencie odkrycia miała maksymalną jasność 24,00m.